# IJzel van januari 2016

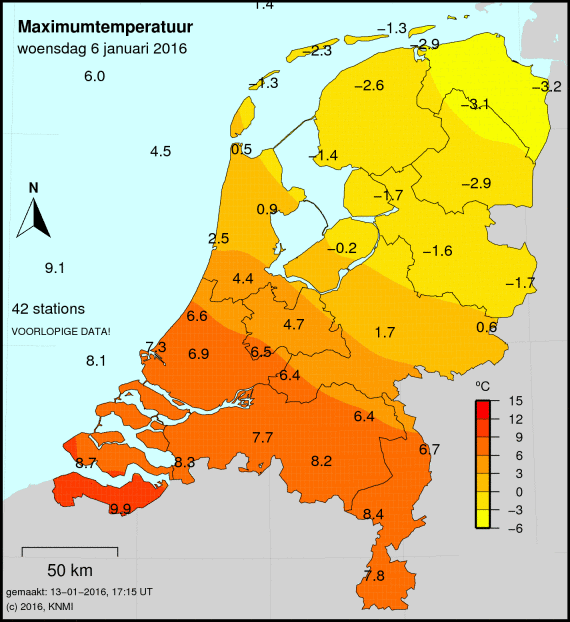
Een kaartje met daarop de maximumtemperatuur op 6 januari, waarop duidelijk de tweedeling in Nederland te zien.

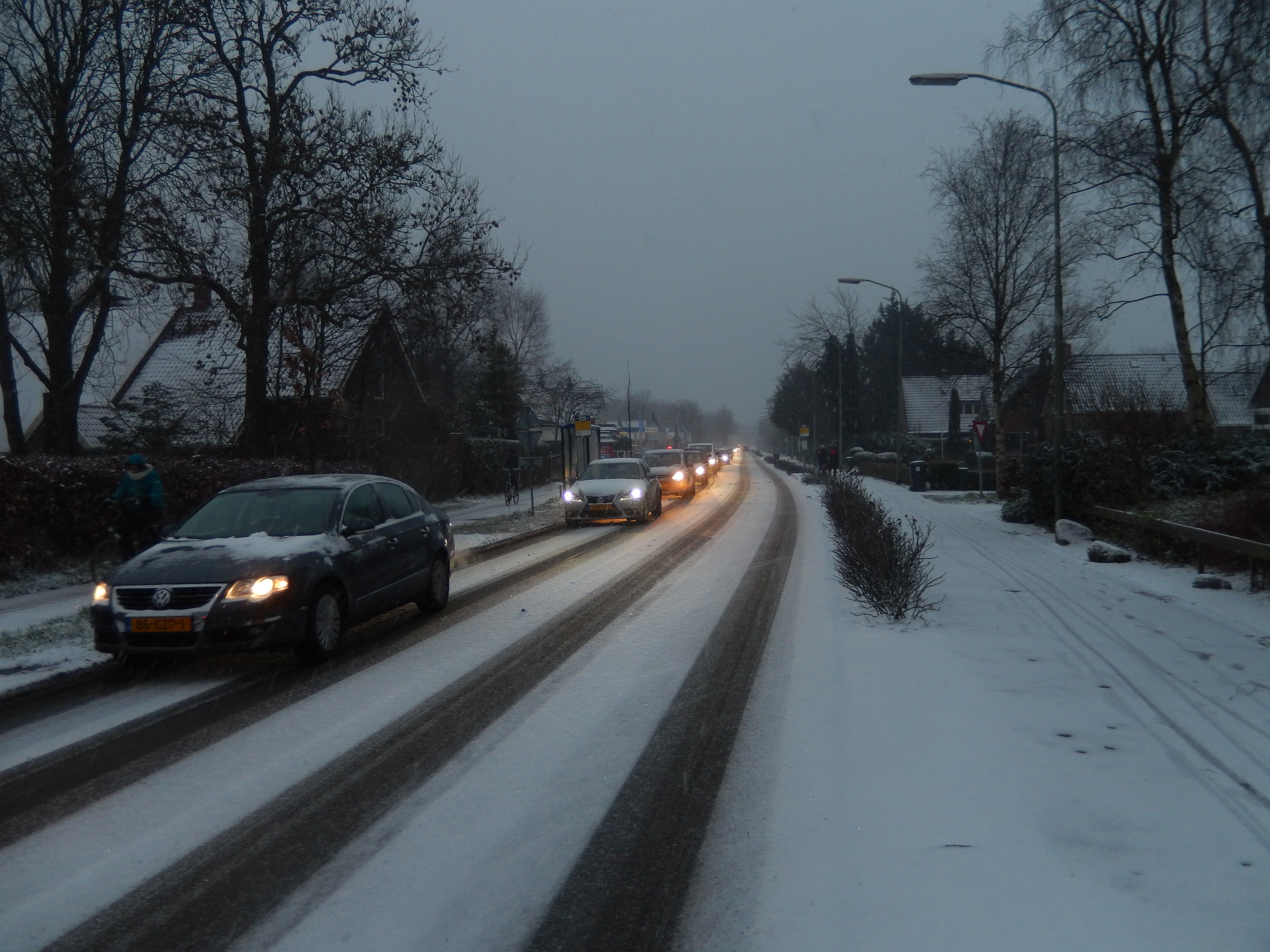
IJzel en sneeuw nabij Groningen op 4 januari.

De ijzel van januari 2016 was een bijzondere gebeurtenis in de Nederlandse weergeschiedenis, in de eerste week van januari 2016. Dagenlang was het noorden van Nederland bedekt onder een laagje ijs, als het gevolg van ijzel. 
Vanwege de grootschalige gladheid door ijzel had het KNMI voor de provincies Groningen, Friesland, Drenthe langdurig een weeralarm afgegeven. Op donderdagavond 7 januari maakte de intredende dooi een einde aan de ijzel en gladheid.

## Synoptische situatie
Een fors hogedrukgebied boven Siberië zorgt voor een stroom van koude lucht naar het oosten van Europa en Duitsland, in Polen heeft dit zeer strenge vorst tot gevolg. Boven de Atlantische Oceaan proberen diepe depressies zachte lucht Europa binnen te loodsen. De grens tussen zachte lucht en koude lucht ('grenswetterlage') bevindt zich precies boven het noorden van Nederland, waardoor de temperatuurverschillen binnen Nederland oplopen tot een verschil van 13°C. -5°C op weerstation Nieuw-Beerta in het oosten van Groningen tot +8°C in Zeeland. De ijzel ontstond door een combinatie van zwaar plakkerige koude lucht in de onderste laag van de atmosfeer en opglijdende warme lucht daarboven, een inversielaag genaamd. Op de plek waar beide luchtstromen botsen ontstaat neerslag, waardoor er in de periode van 3 januari tot en met 7 januari regelmatig regen viel op een vorstige ondergrond.

## Neerslag
Bij het binnendringen van de koude lucht op 3 januari beperkte de vorst zich vooral tot de drie noordelijke provincies. Door een hoge wegdektemperatuur, bleef grote overlast voor het verkeer nog uit. In de nacht naar 4 januari viel er op veel plekken sneeuw, doordat de bovenlucht tijdelijk was afgekoeld tot een temperatuur waarin de sneeuw zich tijdens de val kon handhaven. Overdag drong de koude lucht verder het land in en in de avond stokte de vorstgrens op de lijn Texel - Haaksbergen. Tegelijkertijd werd de bovenlucht weer warmer. Hierdoor kregen naast de noordelijke provincies ook het noorden van Flevoland en Overijssel te maken met ijzel. Deze avond en de nacht naar dinsdag 5 januari was ook de periode met de meeste neerslag. Lokaal viel er meer dan tien millimeter neerslag, wat neerkomt op meer dan één centimeter ijs. Het KNMI gaf de volgende ochtend voor de drie noordelijke provincies een weeralarm af. 
In de avond van 5 januari bereikte een nieuw neerslaggebied het noorden van Nederland. Vooral Drenthe en het noorden van Overijssel kregen hiermee te maken. In de ochtend van 6 januari activeerde de neerslag opnieuw boven Drenthe en Friesland en later boven Groningen. Het KNMI gaf opnieuw een Weeralarm voor de drie noordelijke provincies af, nadat er tijdelijk was afgeschaald naar code oranje. In de provincies Overijssel, Flevoland en Gelderland gold code oranje. Ook in de kop van Noord-Holland was tijdelijk sprake van ijzel. In de nacht naar 7 januari wordt de vorstgrens verder teruggedrongen, pas in de avond verlaat de vorst het noordoosten van Groningen. De neerslagzone die daarmee gepaard ging zorgde in Groningen kortstondig voor nieuwe ijzel, gevolgd door enkele centimeters sneeuw.

## Gevolgen
Door de ijsafzetting op de hoogspanningskabels waren er problemen met de stroomvoorziening in het noorden van Nederland. Door een combinatie van de ijzel, temperatuur, luchtvochtigheid en wind werd er ijs afgezet op de kabels in een vleugelvorm, waardoor de wind grip kreeg op de kabels en gingen 'dansen'. Als de lijnen door de bewegingen dicht bij elkaar komen, kan dit overslag of sluiting veroorzaken. In een groot deel van Nederland zorgden de stroomdips voor knipperend licht. In Groningen werd een crisiscentrum ingericht vanwege de dreigende stroomuitval.
Veel scholen in Drenthe, Groningen en Friesland waren drie opeenvolgende dagen gesloten. Op veel plaatsen was het mogelijk om op straat te schaatsen, de Groninger Studenten Schaatsvereniging TJAS hield een ludieke kortebaanwedstrijd op een straat in Groningen.
Er vielen ruim 600 gewonden, waarvan de meeste slachtoffers botbreuken hadden opgelopen. In Assen overleed een man bij het uitlaten van de hond als gevolg van de gladde stoep.
Het bedrijfsleven liep volgens VNO-NCW Noord tientallen miljoenen euro's schade op. Werknemers konden niet op het werk komen en de winkels draaiden minder omzet. FrieslandCampina haalde op woensdag de melk niet op bij de boeren, waardoor er miljoenen liters aan melk moest worden geloosd. 
Het wegverkeer ondervond veel hinder van de ijzel. Alleen al in de nacht naar 5 januari en overdag waren er op doorgaande wegen 60 incidenten. Ook het openbaar vervoer ondervond ernstige hinder. Op 5 januari lag het busnetwerk van Groningen de hele dag stil. Ondanks dat de NS de hele nacht schouwtreinen liet rijden om ijzelvorming op de bovenleidingen tegen te gaan, waren zowel Leeuwarden als Groningen tot laat in de middag niet bereikbaar per trein vanuit het zuiden. In veel gemeentes werd het afval niet opgehaald, waardoor afval zich ophoopte op de straten.